# Грунин, Константин Яковлевич
Константин Яковлевич Грунин (1911—1981) — советский энтомолог, специалист по оводам, описавший несколько новых родов и видов.

## Биография
Родился в городе Курске, социальное происхождение указывалось «из крестьян». Учился в Воронежском государственном университете.
24 апреля 1935 года арестован НКВД по обвинению по статье 58-10 (антисоветская агитация) УК РСФСР. 16 июня 1935 года приговорён Особым Совещанием при НКВД СССР к сроку наказания с зачетом срока предварительного заключения и освобождён из-под стражи (по этому делу реабилитирован лишь посмертно, 30 сентября 1989 года).
Видимо, после этого отправился работать в Сихотэ-Алинский заповедник. Стал один из первых его научных сотрудников. Входил в «отважную четвёрку» молодых зоологов (Лев Капланов, Юрий Салмин, Константин Грунин и Валентин Шамыкин), приехавших в заповедник в середине 30-х защищать и изучать дальневосточную тайгу. Исследовал восточные и западные склоны хребта Сихотэ-Алинь в бассейнах рек Санхобэ, Белимбэ и Такема, впадающих в Японское море и в верховьях притоков Имана — Арму, Колумбе. Подготовил свою первую научную работу — отчёт заповедника «К фауне оводов Дальнего Востока» (рецензент Б. Б. Родендорф), в ней приведены сведения о нахождении 6 известных и 9 новых для науки видов, паразитирующих «в коже лося, пятнистого оленя, изюбря, грызунов, кабарги и, по-видимому, медведя». Вторая работа «Лесосеки треста „Дальлес“ как опасные очаги размножения короедов», подготовлена по наблюдениям 1936 года в бассейне реки Санхобэ (ныне р. Серебрянка).
В 1942 году был переведён в Крымский заповедник. Очевидно, перевод был чисто формальным, так как с октября 1941 и до апреля 1944 в Крыму были немцы. 23 марта 1943 года К. Я. Грунин был мобилизован Тернейским райвоенкоматом в ряды Красной армии. Сражался в рядах 290 стрелкового полка 186-й стрелковой дивизии 1-го Белорусского фронта.
25 января 1944 года ефрейтор трофейной команды К. Я. Грунин награждён первой медалью «За отвагу» за то, что в деревне Суворово, оказавшись без оружия, смог взять в плен вооружённого винтовкой немецкого солдата, а за время летнего наступления 1943 года подобрал на поле боя 144 единицы стрелкового оружия (винтовок, автоматов, пулемётов) и боеприпасы к ним.
7 августа 1944 года командир отделения роты автоматчиков, сержант Грунин награждён второй медалью «За отвагу» за то, что 26 июня 1944 года при отражении четырёх атак противника у деревни Стайки огнём из своего автомата уничтожил 7 вражеских солдат и одного офицера. В 1944 году кандидат в члены ВКП(б). 9 мая 1945 награждён медалью «За победу над Германией».
К 1947 году демобилизовался и вернулся к научной работе. Стал сотрудником Зоологического института в Ленинграде. За 7 лет (1955—1962) опубликовал 3 тома в престижной серии «Фауна СССР».
К 1961 году кандидат биологических наук, старший научный сотрудник Зоологического института АН СССР. Позднее защитил диссертацию на соискание степени доктора биологических наук.
Описал новый вид желудочного овода из мамонта (Cobboldia russanovi). Консультировал врачей по поводу случаев нахождения у людей оводов, специфичных для копытных.
Был дважды женат. Первая жена Валентина, сын Виктор родился в начале 30-х гг. XX века.
Вторая жена  с 1955 г. по 1981 г. Татьяна Николаевна Дмитриевская (30 июня 1910 — 21 или 23 сентября 2001), сотрудник  библиотеки Зоологического института в Ленинграде.

## Таксоны, описанные К. Я. Груниным
- Abago Grunin, 1966
- Phormiata Grunin, 1971
- Pavlovskiata Grunin, 1949
- Przhevalskiana Grunin, 1948
- Ochotonia Grunin, 1968
- Booponus inexspectatus (Grunin, 1947)
- Cobboldia russanovi Grunin, 1973
- Ochotonia lindneri Grunin, 1968
- Oestrus caucasicus Grunin, 1948
- Przhevalskiana orongonis (Grunin, 1948)

## Таксоны, названные в честь К. Я. Грунина
- Antiphrisson grunini Lehr, 1970[10]
- Calliphora grunini Schumann, 1992[11]
- Cordilura grunini Ozerov et Krivosheina, 2017[12]
- Dactylolabis grunini Savchenko, 1978
- Dolichopus grunini Smirnov, 1948[13]
- Gymnomus grunini Woznica, 2008[14]
- Medetera grunini Negrobov, 1966[15]
- Pammene grunini Kuznetsov, 1960
- Pediobius grunini (Nikolskaya, 1954)[16]
- Phaonia grunini Zinovjev, 1980[17]
- Pollenia grunini Rognes, 1988[18]
- Suillia grunini Gorodkov, 1977
- Tabanus grunini Olsufjev, 1967[19]
- Wohlfahrtia grunini Rohdendorf, 1969[20]

## Научные труды

### Книги
- Грунин К. Я. Личинки оводов домашних животных СССР / Акад. наук СССР. — (сер. Определители по фауне СССР, издаваемые Зоологическим институтом Академии наук СССР ; 51). Москва; Ленинград: Изд-во Акад. наук СССР, 1953. — 124 с.
- Грунин К. Я. Желудочные оводы (Gastrophilidae). Фауна СССР (новая серия). — М.; Л.: Изд-во АН СССР, 1955. — Т. XVII. — Вып. 1. — 96 с.
- Грунин К. Я. Носоглоточные оводы (Oestridae). Фауна СССР (новая серия). — М.; Л.:Изд. АН СССР, 1957. — Т. XIX. — Вып. 3. — 147 с.
- Грунин К. Я. Подкожные оводы (Hypodermatidae). Фауна СССР (новая серия). — М.; Л.: Изд-во АН СССР, 1962. — Т. XIX. — Вып. 4. — 238 с.
- Grunin K. Ya. Hypodermatidae. Die Fliegen der palaearktischen region (Bd. 8) (transl. Swiatoslaw Nowitzky) E. Schweizerbart, 1965 S. 154 (на немецком)

### Статьи и главы в монографиях
- Грунин К. Я. Подкожный паразит кабарги — Pavlovskiomyia inexspectata gen. n., sp. n. (Diptera, Calliphoridae) // Паразитологический сборник ЗИН АН СССР. T. IX. Л.: Изд-во АН. СССР, 1947. С. 183—190.
- Грунин К. Я. 1947. Разгадка биологии овода Portschinskia magnifica Pl. (Diptera, Oestridae). // Энтомол. обозр. 29, № 3-4: C. 214—223.
- Грунин К. Я. 1947. Носоглоточный овод Уссурийского лося // Энтомол. обозр. 29, № 3-4: C. 224—231.
- Грунин К. Я. 1948. Овод (Oestrus caucasicus sp. nov.), паразитирующий на Дагестанском туре (Capra cylindricornis Blyth.). // Докл. АН СССР. 61, № 6: C. 1125—1127.
- Грунин К. Я. 1948. Новый вид овода из-под кожи антилопы оронго (Pantholops hodgsoni Abel) . Докл. АН СССР , 63: 469—472.
- Грунин К. Я. О личинках первой стадии Aulacephala Macq. и Trixa Meig. (Diptera) // Энтомологическое обозрение. 1948. Т. XXX. № 1-2. С.143-147.
- Grunin K. J. 1948. Etudes sus les mouches paratites. I. Conopides, Oestrides et Calliphorines de I' Europe occidentale. // Encycl. ent. (A) 9: 119 (Polleniopsis).
- Грунин К. Я. Представитель рода Cordylobia Grunb. (Díptera, Calliphoridae) в СССР. // Энтомол. обозрение. — 1949. — Т. 30, № 3-4. — С. 440—442.
- Грунин К. Я. 1949. Новые роды подкожных оводов азиатских антилоп. // Докл. АН СССР, 64: 603 — 606.
- Грунин К. Я. 1949. Новые виды оводов, паразитирующие под кожей грызунов. // Докл. АН СССР. 66, № 5: 1013 −1016.
- Грунин К. Я. 1950. Овода дзерена (Procarpa gutturosa Gmel.) из Монгольской Народной Республики. //Докл. АН СССР. 73, № 4: C. 861—864.
- Грунин К. Я. Паразиты основных видов бабочек, вредящих древесным породам района среднего течения р. Урала. // Труды Зоол. ин-та (АН СССР), т. 16, 1954, с. 427—456.
- Грунин К. Я. Подкожный овод Przhevalskiana corinnae Crivelli на джейране в СССР. // Доклады АН СССР, 1955, Т. 105, № 2, с. 387—389.
- Грунин К. Я. Подкожные овода (Diptera, Hypodermatidae) джейрана (Gazella subgutturosa Gueld.). // Энтомол. обозрение. — 1956. — Т. 35, С. 716—723.
- Грунин К. Я. Новые виды рода Villeneuviella Austen (Rhynchoestrus Seguy) из СССР и Ирана (Diptera, Calliphoridae) // Энтомол. обозрение. — 1957. — Т. 36, № 2. — С. 538—546.
- Грунин К. Я. К биологии Oestramyia marmotae Ged. (Diptera, Hypodermatidae) — подкожного овода длиннохвостого сурка // Энтомологическое обозрение. М., 1958. — Т. 37, № 4. — С. 883—888.
- Грунин  К. Я. Скопление самцов оводов на высших точках местности и их причины. // Зоологический журнал. 1959. Т. 38. Вып. 11. С. 1683—1688.
- Грунин  К. Я., Слудский А. А. 1960. Новые данные о носоглоточном оводе Rhinoestrus tshernyshevi Grunin (Diptera, Oestridae) архара (Ovis ammon L.) // Энтомологическое обозрение. Т. 39, вып. 1. С. 210-212.
- Грунин К. Я. 1965. К биологии нового для СССР рода мух Mixocordylura Hendel (Diptera, Cordyluridae) // Энтомол. обозрение. Т. 44, вып. 3. С. 584-585.
- Грунин К. Я. Новые и малоизвестные Calliphoridae (Diptera), главным образом кровососущие или подкожные паразиты птиц. // Энтомол. обозрение. — 1966. — Т. 45, № 4.- С. 897—903.
- Грунин К. Я., Важев А. П. 1968. Подкожный овод Ochotonia lindneri Grunin gen. et. sp. n. (Diptera, Hypodermatidae) рыжеватой пищухи (Ochotona rufescens Gray). // Энтомол. обозр. 47, № 1: C. 233—234.
- Grunin K. J. 1969. Ergenbnisse der zoologischen Forschungen von Dr. Z. Kaszab in der Mongolei, 172. Calliphoridae, Gasterophilidae, Oestridae (Diptera). // Faun. Abhandl., Dresden, 3, 2: 5-11.
- Grunin K. J., Nuorteva P. The occurrence of the ornithoparasitic Protocalliphora species (Dipt., Calliphoridae) in Finland // Ann. Ent. Fenn., 1969. Vol. 35, N 1. P. 57-58.
- Grunin K. J., Nuorteva P., Rajala P. 1969. Tripocalliphora lindneri (Dipt., Calliphoridae) as a subcutaneous parasite of the wheatear in Northern Finland // Ann. Ent. Fenn.,  Vol. 35, N 1. P.56-57.
- Грунин К. Я. Сем. Calliphoridae ― каллифориды // Определитель насекомых Европейской части СССР. Л., 1970. Т. 5, ч. 2. С. 607―624
- Грунин К. Я. Новые для фауны СССР виды каллифорид (Diptera, Calliphoridae). // Энтомол. обозрение. — 1970 б. — Т. 49, № 2. — С. 471—483.
- Грунин К. Я. Виды двукрылых рода Paradichosia S.-W. (Diptera, Calliphoridae), новые для фауны СССР. // Энтомол. обозрение. — 1970 в. — Т. 49, № 1, — С. 312—316.
- Грунин К. Я. Определительная таблица родов сем. Hippoboscidae // Определитель насекомых европейской части СССР. Л., 1970. Т. 5, ч. 2, С. 596—601.
- Грунин К. Я. Phormiata Grunin, gen. n. — шестой род трибы Phormiini (Diptera, Calliphoridae). // Энтомол. обозрение. — 1971. — Т. 50, № 2. — С. 444—445.
- Grunin K. J. 1971. Ergenbnisse der zoologischen Forschungen von Dr. Z. Kaszab in der Mongolei, 277. Calliphoridae (Diptera) II. // Acta. zool. Ac. Sci. Hung., 17, 3-4: 255 259.
- Грунин К. Я. 1972. Gasterophilidae, Hypodermatidae, Calliphoridae (Diptera), собранные Советско-Монгольскими зоологическими экспедициями в 1967—1968 гг. // Насекомые Монголии, 1: 933—936.
- Grunin K. J. Besghreibung einer ornithoparasitischen Fliege, Protocalliphora mortevai Grunin, sp. n. (Dipt., Calliphoridae) aus Nord-Finnland // Ann. Ent. Fenn., 1972. Vol.38, N 3. P. 156 -158.
- Грунин К. Я. 1973. Первая находка личинок желудочного овода мамонта — Cobboldia (Mamontia, subgen. n.) russanovi, sp. n. (Diptera, Gasterophilidae). // Энтомологическое обозрение 52:228-233
- Грунин К. Я. 1974. Биологические основы, средства и технология нового метода борьбы с подкожными оводами крупного рогатого скота. // Вестник сельскохозяйственной науки. 24.
- Грунин К. Я. 1975. Gasterophilidae, Calliphoridae, Oestridae, Hypodermatidae (Diptera), собранные Советско-Монгольской экспедицией в 1969—1971 гг. // Насекомые Монголии, 3: 620—627.

## Адреса
- 1955—1959 —  Ленинград, Итальянская ул. (Ул.Ракова), д. 15, кв. 57
- 1961 — Ленинград, Белоостровская ул., д. 33, кв. 2[8].

## Отзывы современников
Энтомолог Константин Грунин, высокий, худой, с короткими черными усиками, не имел своей «вотчины», а «пребывал» при одном из товарищей, по его словам, «на положении бедного родственника». Среди своих друзей <Л. Г. Капланова, Ю. А. Салмина, В. Д. Шамыкина> он был, пожалуй, самым увлекающимся человеком. За мухами и оводами, которых он изучал (а они представляют бич всего живого в тайге), Грунин мог идти хоть на край света. Неприхотливый и вечно чем-то захваченный, он чувствовал себя как дома в любом месте, где его заставала непогода или ночь: в развалившейся промысловой избушке или просто под корнем дерева, вывернутого бурей.
На партийно-комсомольском собрании ЗИНа в абсолютной тишине Константин Яковлевич Грунин зачитывает выступление Хрущева на ХХ съезде КПСС (февраль 1956) о культе личности Сталина. Когда он доходит до того, как бездарно было организовано наступление на Харьков, он со слезами на глазах хрипло произносит: «Дальше читать не могу. Там у меня друзья погибли».

### Рекомендуемые источники
- Minar J., Narchuk E. P. Konstantin Yakovlevich Grunin // Folia parasitologica (Praha). Czechoslovak academy of Sciences. Vol. 30. 1983. P. 317—318.